# Wolseley Viper
Wolseley Viper — британский поршневой 8-цилиндровый V-образный авиадвигатель жидкостного охлаждения, модификация выпускавшегося во время Первой мировой войны компанией Wolseley Motors по лицензии двигателя Hispano Suiza HS-8 с увеличенной степенью сжатия.
Устанавливался на самолётах S.E.5a, SPAD VII и других британских (в т.ч. иностранной разработки) летательных аппаратах, рассчитанных на применение моторов Hispano-Suiza.

## Модификации
Wolseley W.4A Python I
Wolseley W.4A Python II
Wolseley W.4A Viper
Wolseley W.4B Adder I
Wolseley W.4B Adder II
Wolseley W.4B Adder III
Wolseley W.4A Python

## Применение
- Airco DH.9
- Avro 552
- Bristol M.R.1
- Bristol Tourer
- Cierva C.8
- Martinsyde F.6
- Royal Aircraft Factory S.E.5a
- Sopwith Antelope
- Sopwith Cuckoo
- SPAD S.VII

## Сохранившиеся двигатели
По одному двигателю Wolseley Viper находится в экспозициях лондонского Музея науки и Аргентинского национального музея авиации; кроме того, ещё один установлен на самолёте S.E.5a, принадлежащему Собранию Шаттлуорта, Олд Уорден, Бедфордшир, Великобритания.